# Rajiv Jain
Rajiv Jain (* 29. November 1964 in Lucknow, Uttar Pradesh) ist ein indischer Kameramann.

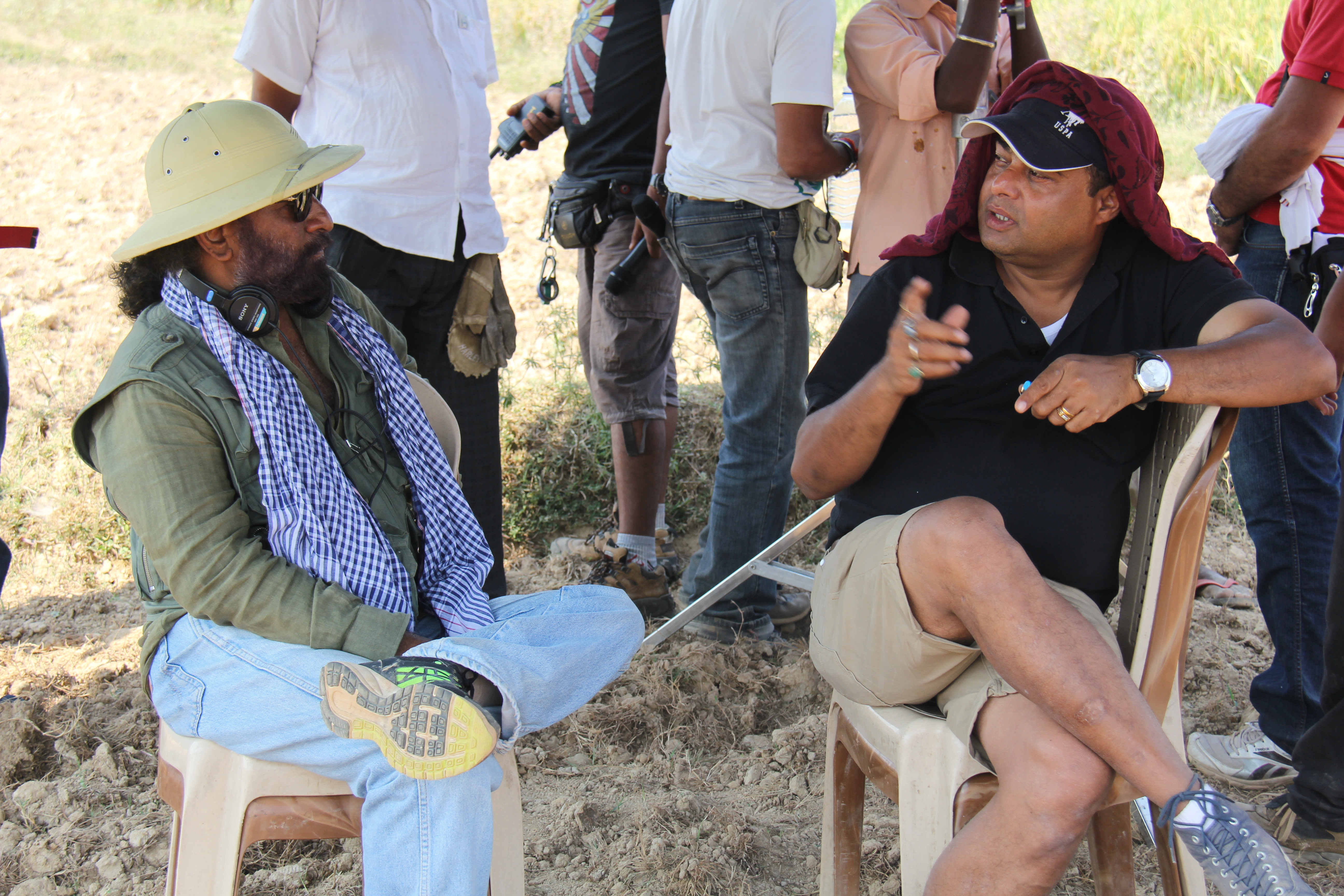
Mit Ketan Mehta bei den Dreharbeiten zu Manjhi

## Leben
Nach einem Studium der Physik an der University of Lucknow, wurde er an der Bhartendu Akademie der Dramatischen Künste (Bhartendu Natya Akademi, BNA) in Lucknow aufgenommen. Nach dem Erwerb eines Diploms an der Akademie begann er in der indischen Filmindustrie zu arbeiten. Rajiv begann seine Karriere im Bereich der Werbefotografie und machte Ende der 1980er Jahre eine Reihe von TV-Spots. Er wurde hierdurch zu einer in der indischen Filmindustrie angesehenen Persönlichkeit.
Rajiv ging im Mai 1989 zu den Mumbais City Film Studios und beschäftigte sich mit 3D-Film in der Kinematografie. Er brachte jahrelange Film- und Video-Erfahrung in die Produktionen ein. Als Director of photography (DoP) spezialisierte er sich auf die Aufnahme von Werbespots und Spielfilmen im 35-mm-Film-Format. Seine Arbeit als DoP umfasst 14 Filme in voller Länge, 15 Kurzfilme, 2504 Werbespots, 9 TV-Serien, 145 Musikvideos und 175 Dokumentationen und Infomercials. Als DoP- und Kamerabediener verfügt Rajiv über umfangreiche Erfahrungen mit Spezial-Kamerasystemen, Objektivsystemen, SFX-Techniken, Tyler-Hubschrauber-Montierungen, Kranen und Jibs, Sonden- und Swing-Shift-Objektivsystemen, Blue- und Greenscreen-Technikeen, weißem Limbus und HDTV. Seine freiberufliche Tätigkeit führte ihn nach Asien, Afrika, Europa und den Nahen Osten.

## Filmografie
- 1993–1997: Tara (Fernsehserie)
- 1994: Sadma (Fernsehserie)
- 1995: Ek Se Badhkar Ek (Fernsehserie)
- 1996: Im Auftrag der Liebe (Army)
- 1997: Shri Satyanarayan Vrat Katha
- 1998–1999: Chashme Badoor (Fernsehserie)
- 1999: Pyaar Mein Kabhi Kabhi...
- 2002: Badhaai Ho Badhaai
- 2005: Baa Bahoo Aur Baby (Fernsehserie)
- 2006: Heartbeat FM (Fernsehserie)
- 2006: Ras Star (Kurzfilm)
- 2007: Kadachit
- 2008: Meerabai Not Out
- 2009: Aiyyo Paaji! (Kurzfilm)
- 2012: Ajintha
- 2013: Sona Spa
- 2014: Rama Madhav
- 2015: Manjhi: The Mountain Man